# Waldick Soriano
Eurípedes Waldick Soriano (né le 13 mai 1933 à Caetité – décédé le 4 septembre 2008 à Rio de Janeiro) était un auteur-compositeur-interprète brésilien, surtout connu comme compositeur et chanteur de chansons dans le style brega.

## Biographie
Waldick Soriano est né à Bahia, où il a vécu et travaillé comme chauffeur de camion, prospecteur et a effectué des travaux manuels jusqu'à l'âge de 25 ans. Il a déménagé à São Paulo en 1959, où il a commencé à travailler à Rádio Nacional. Son premier album est sorti en 1960 et son style de chansons dramatiques et sentimentales est devenu populaire dans tout le Brésil. Il a ensuite enregistré des dizaines d'albums et enregistré de nombreux tubes dans son pays natal.
En 2005, Waldick Soriano a été représenté dans un documentaire réalisé par Patrícia Pillar. Il s'intitulait Waldick - Semper No Meu Coração (Waldick - Toujours dans mon cœur).
Soriano est décédé d'un cancer de la prostate le 4 septembre 2008, à l'âge de 75 ans.

## Discographie
| Album                                               | Étiqueter   | An   |
| --------------------------------------------------- | ----------- | ---- |
| Quem és tu? /Só você                                | Chantecler  | 1960 |
| Ninguém é de ninguém                                | Chantecler  | 1960 |
| Dona do meu coração/Mais uma desventura             | Chantecler  | 1961 |
| Perdão pela minha dor/Amor de Vênus                 | Chantecler  | 1961 |
| Sede de amor/Renúncia                               | Chantecler  | 1961 |
| Waldick Soriano                                     | Chantecler  | 1961 |
| Fujo de ti/Tortura de amor                          | Chantecler  | 1962 |
| Ciúmes/Desunião                                     | Chantecler  | 1962 |
| Homenagem a Recife/Amor numa serenata               | Sertanejo   | 1962 |
| Cantor apaixonado                                   | Chantecler  | 1962 |
| Quem é você? /Vestida de branco                     | Chantecler  | 1963 |
| Foi Deus/Errei Senhor                               | Chantecler  | 1963 |
| Pobre do pobre/Se eu morresse amanhã                | Chantecler  | 1963 |
| Motivos banais/É melhor eu ir embora                | Chantecler  | 1963 |
| A justiça de Deus/Tu és meu mundo                   | Chantecler  | 1963 |
| Manaus, meu paraíso/Pisa no calo dele               | Sertanejo   | 1963 |
| Enfim você voltou/Pensei que estava sonhando        | Chantecler  | 1964 |
| Eu vou ao casamento dela/A maior injustiça do mundo | Chantecler  | 1964 |
| O élégante Waldick Soriano                          | Chantecler  | 1964 |
| Como você mudou pra mim                             | Chantecler  | 1965 |
| Waldick semper Waldick                              | Copacabana  | 1967 |
| Boleros para ouvir, amar e sonhar                   | Copacabana  | 1967 |
| Waldick                                             | Continental | 1968 |
| Pas de coração do povo                              | Continental | 1970 |
| Eu também sou gente                                 | RCA         | 1972 |
| Ele também precisa de carinho                       | RCA         | 1972 |
| Segue o teu caminho                                 | RCA         | 1974 |
| Quero ser teu escravo                               | RCA         | 1978 |